# 葉納基耶沃治金廠
葉納基耶沃治金廠是一家综合炼钢企业，並是顿涅茨克州叶纳基耶沃镇的主要雇主，拥有14万人口。該工廠位于火车站附近，距离顿涅茨克市約60公里。 
2017年2月，顿巴斯战争期間乌克兰反俄的激进分子实施的贸易封锁几乎停止了生产。2017 年3月1日，親俄的顿涅茨克人民共和国（连同位于其控制领土内的所有乌克兰企业）将该公司国有化。顿涅茨克州商业法院于2019年7月宣布该企业破产。

## 历史
企业拥有一百多年的工作经验。
1897年11月- 第一座高炉被吹出并生产出第一批铸铁。这个日期被认为作這工厂的成立日。12月引进了另一座高炉、Bessemer 和轧钢车间。
1898年- 工厂建立一年后，其所在地和最近的采矿厂和定居点，以工程师 費多爾·葉納基耶夫 (Fedor Yenakiev) 命名為葉纳基耶沃 (Yenakiyeve)。
到1914年，已有6座高炉和7座平炉、2座转炉、8台轧钢机在厂工作。
1931年，引进了第一台国产铸造机。
1938 - 第一个烧结厂启动。
1968 - 工厂获得了劳动红旗勋章。

## 生产
Y工廠生产的主要产品类型：
- 铁水和生铁；
- 钢锭；
- 连铸方坯；
- 形状和轧制截面

這工廠是世界领先的方坯生产商之一，並隶属于 Metinvest 的钢铁和轧材部门。